# インドネシア鉄道EA206系電車
インドネシア鉄道EA206系電車（インドネシアてつどうEA206けいでんしゃ、インドネシア語：Kereta Rel listrik CRRC seri EA206）もしくはCLI-125系電車・SFC120-V系電車は、PT KAI(インドネシア鉄道会社)がKAIコミューター(以下、KCI)のKRLコミューターラインにて2025年から導入された一般形車両である。

## 概要
インドネシア政府が日本からの中古車両の輸入を禁止するとの最終決断を下したことを受けて、中国の通勤車両製造会社である青島中車四方有限公司にて製造された車両である。導入資金は、政府と州資本参加（PMN）を通じて行われた。
当時秘書役を務めていたアン・プルバは、日本から車両を輸入すれば北京が圧力をかけるだろうという噂を否定した。アン・プルバによれば、車両調達は外部からの圧力も全く受けず、  BPKP と LKPP の検討を経て行われたという。そして、技術仕様の面でも、中国製車両の設計はインドネシアが求める技術仕様に近いと主張している。
2024年1月31日にKAIコミューターは、青島中車四方有限公司との車両購入に関わる契約を締結した。この契約は、コミューターラインの車両の増備を目的としている。この契約の調印は、KAIコミューターの社長であるアスド・アルトリヴィヤントによって中国の北京で行われた。契約金額は約7830億ルピア（約74億630万円）、納期は15カ月を予定している。製造元モデルコードは SFM138 となっているが、インドネシア鉄道会社の形式規則番号(PD8B)ではEA206 であり、KCIの形式規則では、CLI-125 となっている。
当契約により、SFC120-V形を3編成製造する契約を締結した。車両不足解消と増発強化のためである。調達プロセスには、長期にわたる技術研修と議論、および適正企業統治の原則の遵守(グッド・コーポレート・ガバナンス;GCG)が含まれている。当形式は運輸省鉄道総局（DJKA）が定めた技術仕様を満たしている。さらに同年7月には契約発注数は8編成が追加され計11編成となった。

### 納入と試運転
2025年1月31日にジャカルタのタンジュンプリオク港経由でインドネシアに到着した。翌日2月1日に12両×1編成が納入され、副社長兼企業秘書のジョニ・マルティヌスは、KRLがコミュータラインの利用者の旅客サービスを改善するため、新車導入は計画通りかつ予定通りであると述べた。3月11日には、12両×2編成の計24両が到着した。第1編成は運輸省鉄道総局の認証を取得するため、ボゴール線にて2月16日から往復4000km走行の試運転が開始された。
2025年4月22日にジャカルタコタ駅で行われたジャカルタ電車運行100周年式典にて、ESS3200形電気機関車、Seri 8500 JALITA塗装車(元 東急電鉄8500系)、EA207系電車と共に展示が行われた。

### 運行開始
2025年6月1日、ボゴール線とチカラン線にて納入された7編成のうち3編成が投入され、ボゴール線には2編成（1001編成、2001編成）、チカラン線には1編成（3001編成）が導入された。

## 車両概説

### 車体
外観デザインは、鄭州地下鉄7号線にて使用されている車両と同じであり、中国で「B型」と呼ばれる地下鉄型車両をベースにしている。同時期に導入されるEA207系電車とは異なり、車体長が短いが車両間の貫通路も広く、立席スペースとなっている為に定員がほぼ変わらない設計となっている。車体長は19.5mと在来車よりやや短いが、車体幅は3000mmとインドネシアの標準規格よりも10mm広くなっている。在来車と同じく4ドア車である。

### 主要機器
制御装置は、株洲中車時代電気のものを採用している。東洋電機製造の中国合弁会社である成都永貴東洋軌道交通装備の赤色のバネ上昇式パンタグラフが採用されており、現地の鉄道ファンからは正面の額が高いデザインからフラワーホーンシクリッドと呼ばれている。死角検出システムを搭載している。外付けディスクブレーキや、コンプレッサーにはクノールブレムゼ社のものが使われている。

### 内装
ドア上には、次駅案内や走行位置を表示する車内案内表示装置(LCD)が設置され、頭上荷物棚が設けられており吊り革は緑色である。座席には赤色、優先席には灰色系が採用されておりクッション性があるモケットとなっている。貫通扉がなく立ち席スペースとして開放されている。

## 編成表
|                   | 編成            |                 |                 |                 |                 |                 |                 |                 |                 |                 |                 |                 |
| 号車              | 1 (Tc)          | 2 (M1)          | 3 (M2)          | 4 (T1)          | 5(T2)           | 6 (M1)          | 7 (M2)          | 8 (T3)          | 9(T4)           | 10 (M1)         | 11 (M2)         | 12 (Tc)         |
| CLI-125. 1001編成 | K1 1 25 01 1001 | K1 1 25 02 1002 | K1 1 25 03 1003 | K1 1 25 04 1004 | K1 1 25 05 1005 | K1 1 25 06 1006 | K1 1 25 07 1007 | K1 1 25 08 1008 | K1 1 25 09 1009 | K1 1 25 10 1010 | K1 1 25 11 1011 | K1 1 25 12 1012 |
| CLI-125. 2001編成 | K1 1 25 13 2001 | K1 1 25 14 2002 | K1 1 25 15 2003 | K1 1 25 16 2004 | K1 1 25 17 2005 | K1 1 25 18 2006 | K1 1 25 19 2007 | K1 1 25 20 2008 | K1 1 25 21 2009 | K1 1 25 22 2010 | K1 1 25 23 2011 | K1 1 25 24 2012 |
| CLI-125. 3001編成 | K1 1 25 25 3001 | K1 1 25 26 3002 | K1 1 25 27 3003 | K1 1 25 28 3004 | K1 1 25 29 3005 | K1 1 25 30 3006 | K1 1 25 31 3007 | K1 1 25 32 3008 | K1 1 25 33 3009 | K1 1 25 34 3010 | K1 1 25 35 3011 | K1 1 25 36 3012 |
| CLI-125. 4001編成 | K1 1 25 49 4001 | K1 1 25 50 4002 | K1 1 25 51 4003 | K1 1 25 52 4004 | K1 1 25 53 4005 | K1 1 25 54 4006 | K1 1 25 55 4007 | K1 1 25 56 4008 | K1 1 25 57 4009 | K1 1 25 58 4010 | K1 1 25 59 4011 | K1 1 25 60 4012 |
| CLI-125. 5001編成 | K1 1 25 61 5001 | K1 1 25 62 5002 | K1 1 25 63 5003 | K1 1 25 64 5004 | K1 1 25 65 5005 | K1 1 25 66 5006 | K1 1 25 67 5007 | K1 1 25 68 5008 | K1 1 25 69 5009 | K1 1 25 70 5010 | K1 1 25 71 5011 | K1 1 25 72 5012 |
| CLI-125. 6001編成 | K1 1 25 73 6001 | K1 1 25 74 6002 | K1 1 25 75 6003 | K1 1 25 76 6004 | K1 1 25 77 6005 | K1 1 25 78 6006 | K1 1 25 79 6007 | K1 1 25 80 6008 | K1 1 25 81 6009 | K1 1 25 82 6010 | K1 1 25 83 6011 | K1 1 25 84 6012 |
| CLI-125. 7001編成 | K1 1 25 85 7001 | K1 1 25 86 7002 | K1 1 25 87 7003 | K1 1 25 88 7004 | K1 1 25 89 7005 | K1 1 25 90 7006 | K1 1 25 91 7007 | K1 1 25 92 7008 | K1 1 25 93 7009 | K1 1 25 94 7010 | K1 1 25 95 7011 | K1 1 25 96 7012 |

## ギャラリー

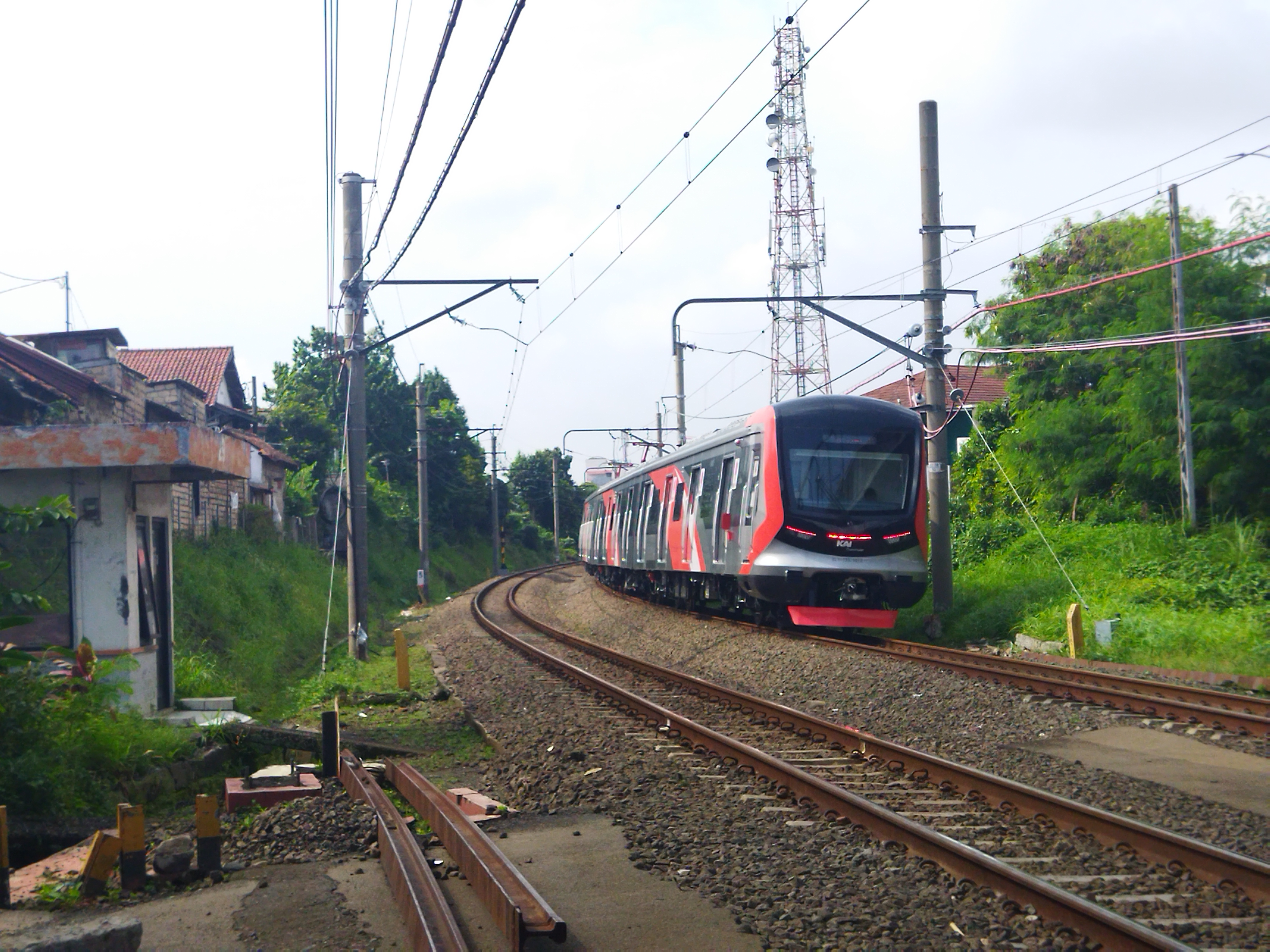
試運転中のSFC120-V系電車
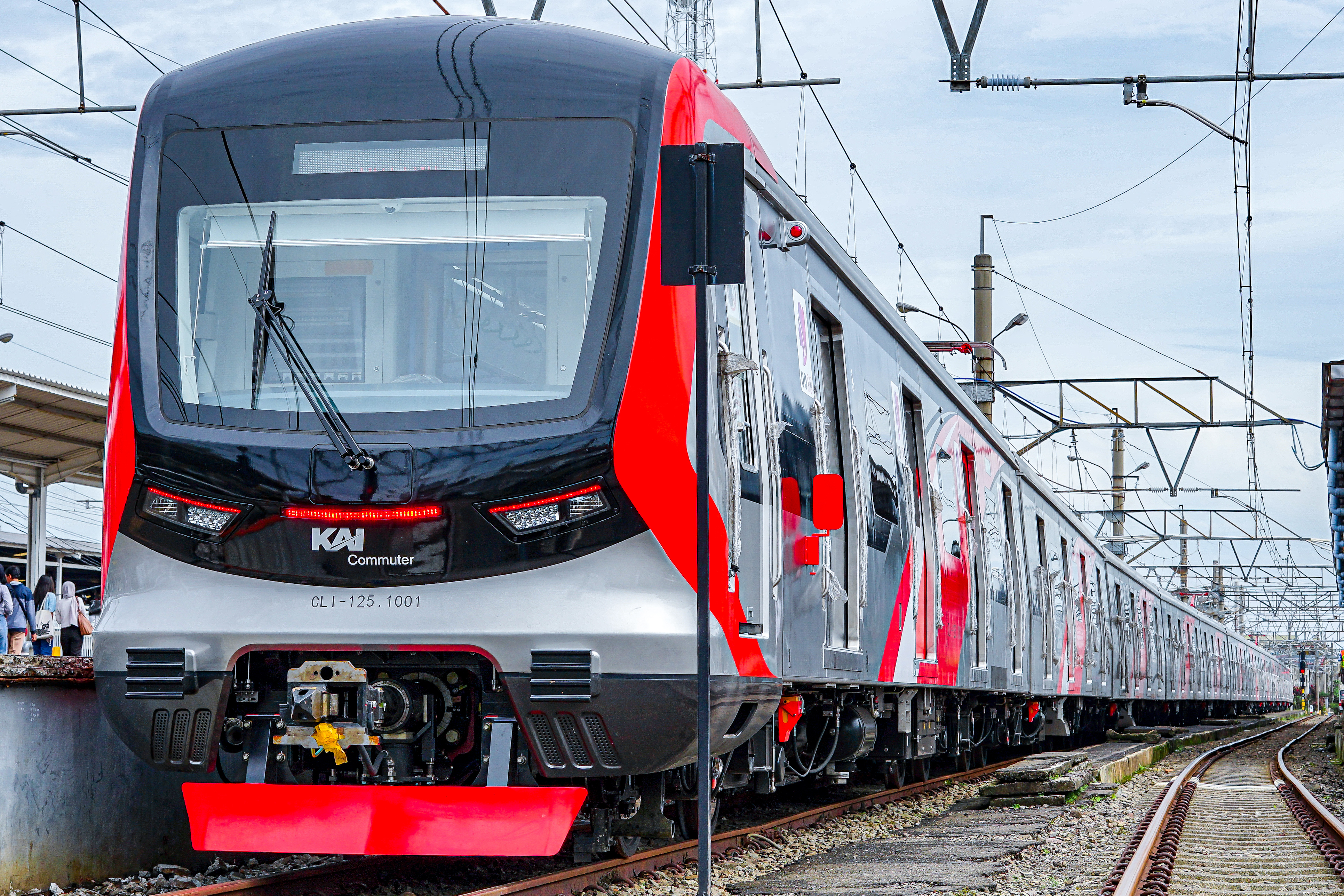
第一編成(ボゴール駅にて)
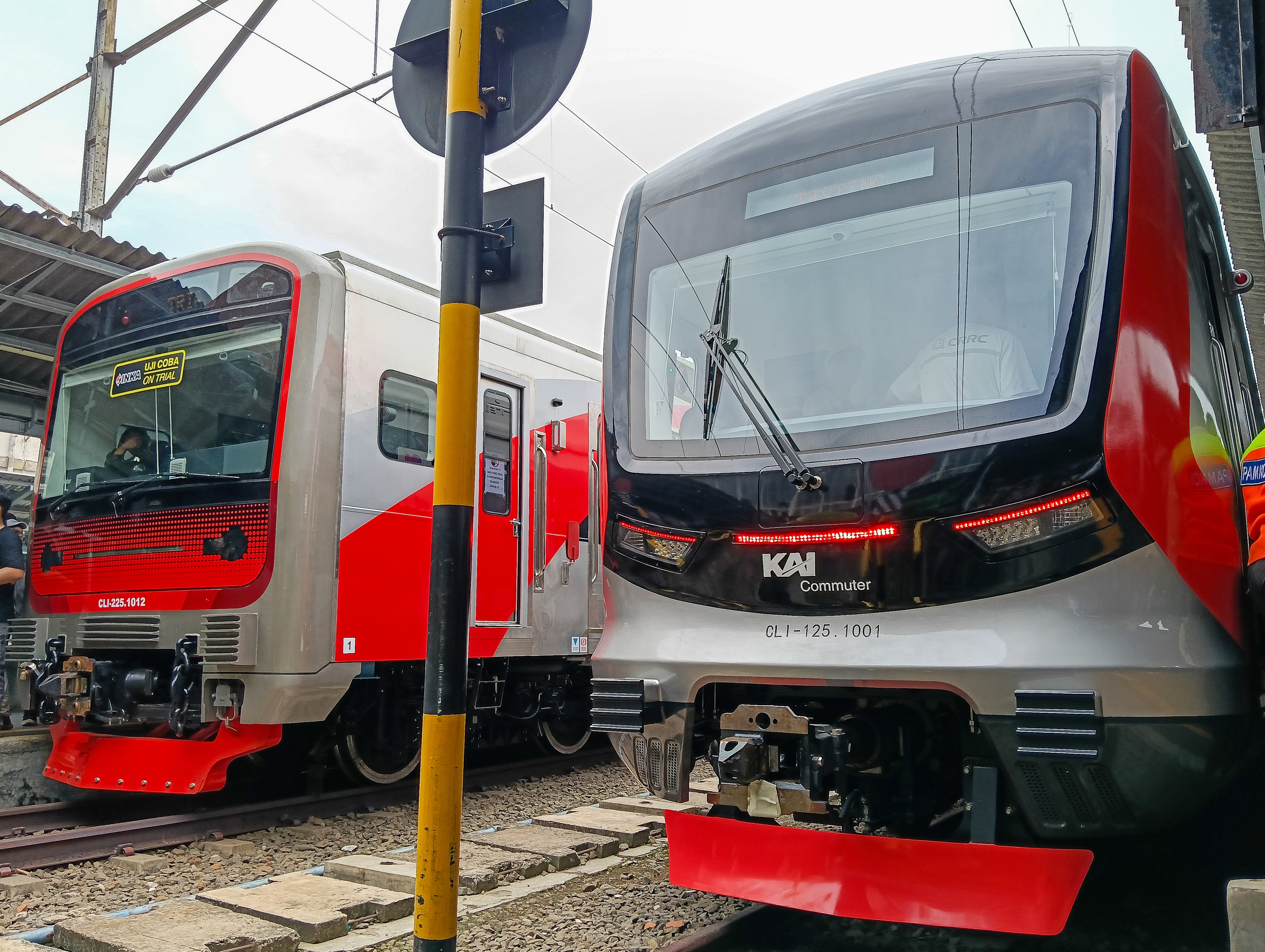
インドネシアにおける電車開業100周年を記念して展示されたEA207系(iE305)とEA206系(CLI-125)
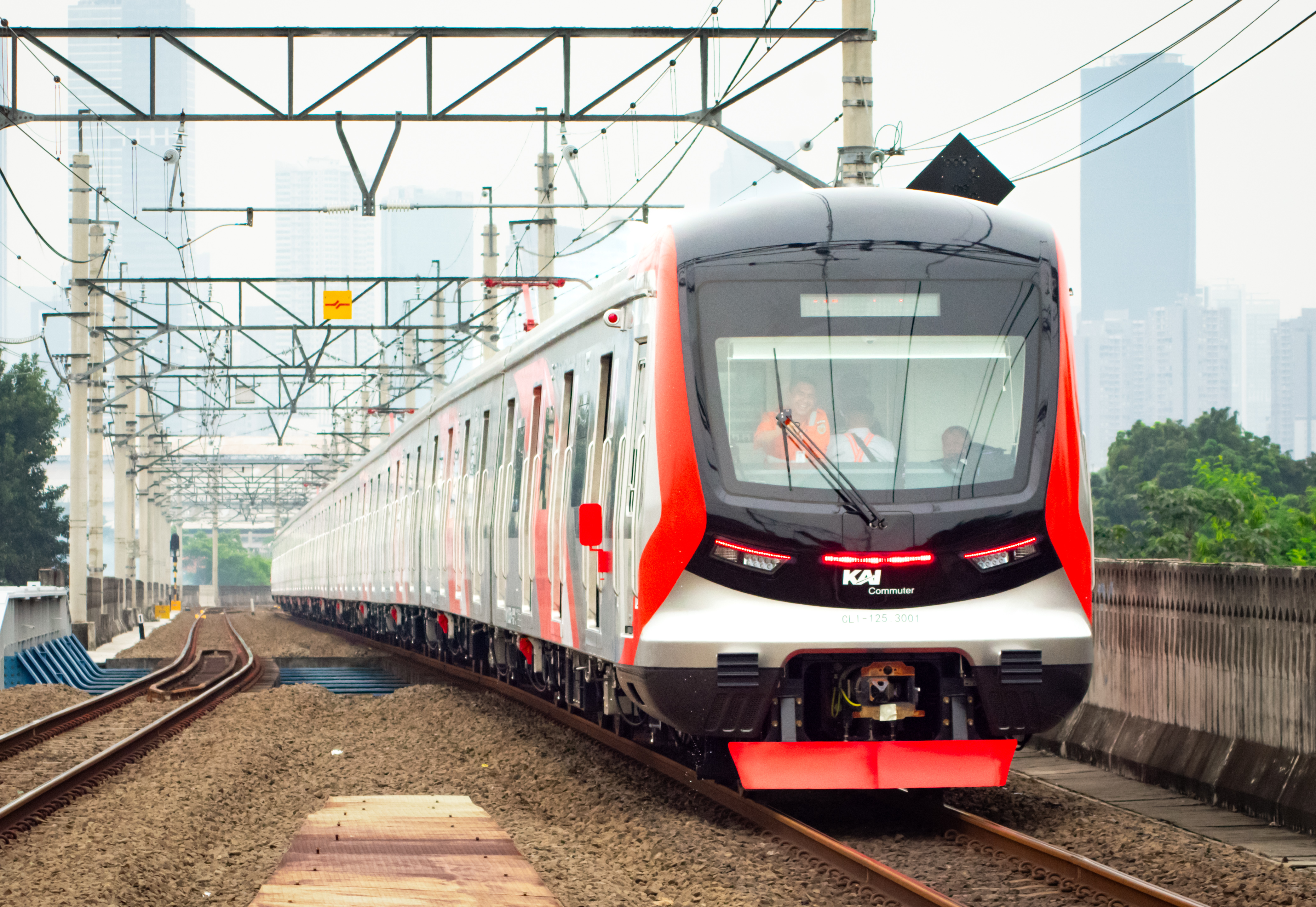
マトラマン駅に到着する第3編成（2025年6月1日）
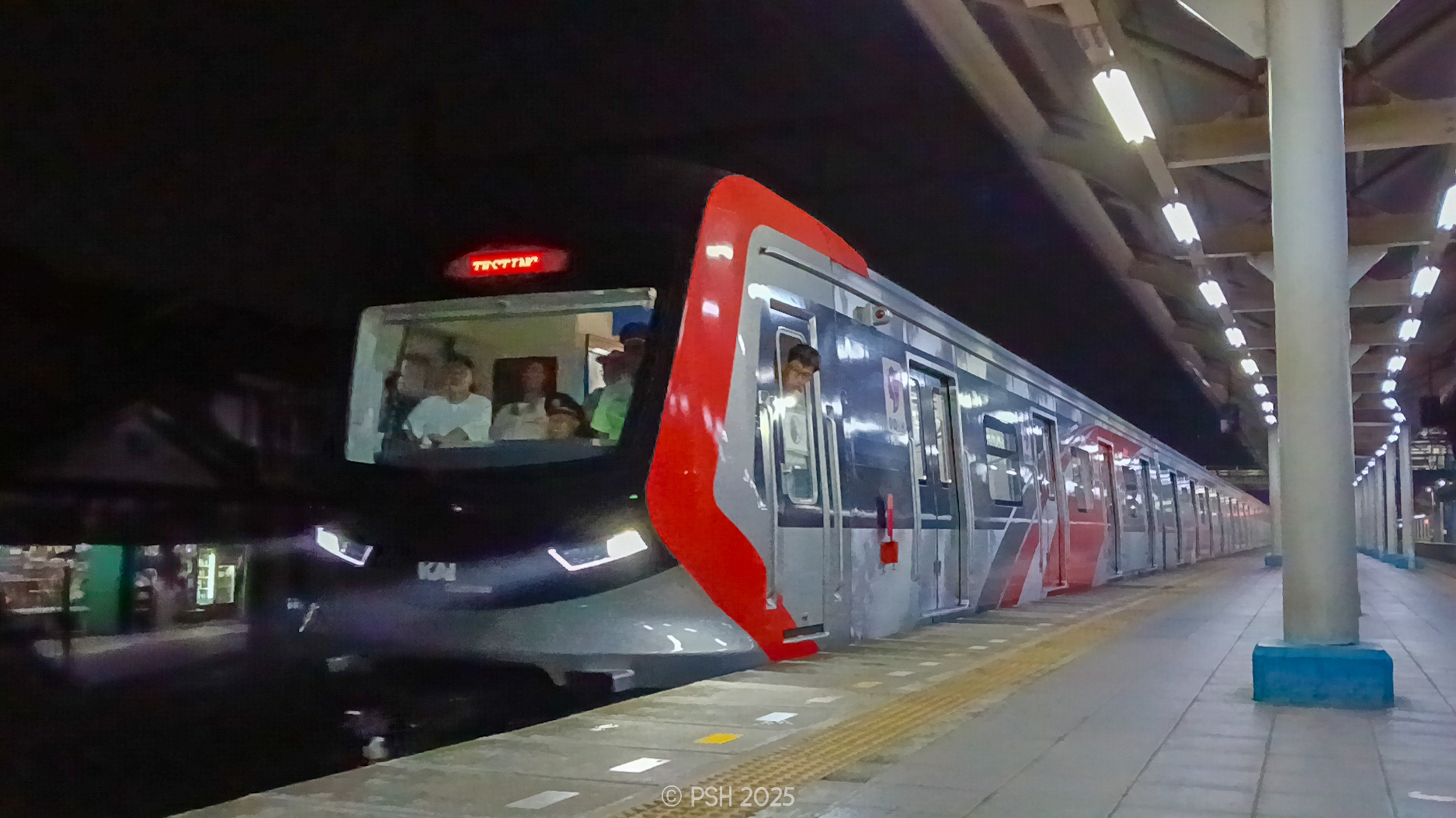
チカラン線のタンブン駅に停車している試運転列車

## 関連記事
- PT KAI(インドネシア鉄道会社) - KAIコミューター - KRLコミューターライン
- EA207系電車（CLI-225系）- 同時期に導入される新形式車両
- 鄭州地下鉄